# Simmern (Habscht)
Simmern (luxemburgisch Simmerⓘ, französisch Septfontaines) ist ein Ort in der Gemeinde Habscht. Bis zum 31. Dezember 2017 war es eine eigenständige Gemeinde im Großherzogtum Luxemburg die zum Kanton Capellen gehört.

## Zusammensetzung der ehemaligen Gemeinde Simmern
Die Gemeinde bestand aus folgenden Ortschaften:
| - Greisch - Leesbach | - Roodt - Simmern | - Simmerfarm - Simmerschmelz |

Seit dem 1. Januar 2018 gehören diese Orte zur Fusionsgemeinde Habscht.

## Archäologische Funde
Das Gebiet der heutigen Ortschaft war in vor- und frühgeschichtlicher Zeit besiedelt. Zu den römischen Funden gehört ein größeres Gräberfeld mit über 200 Brandbestattungen sowie einem einzigen Körpergrab, bei dem auch ein Verbrennungsplatz nachgewiesen konnte. Grabbeigaben sind vor allem Gefäße aus Ton, seltener auch aus Glas, weiterhin Münzen, Fibeln, weiterhin in wenigen Fällen auch Geräte wie Schreibgriffel, Messer oder eine Schere.

## Sehenswürdigkeiten
- Simmern liegt im Tal der Eisch.

- Die Burg von Septfontaines befindet sich in Privatbesitz.

- Am Ortseingang aus Richtung Leesbach liegt die malerische Ziegenbrücke (Gessebréck). Darüber führte einst der Reitpfad der Herren von Ansemburg von Simmern über Simmerschmelz weiter nach Ansemburg.[3]

## Fusion mit Habscht
In einem Referendum am 25. Mai 2014 stimmten 58,4 % der Einwohner der Gemeinde für eine Fusion mit der Gemeinde Hobscheid. Die Einwohner Hobscheids stimmen mit 59,73 % für die Fusion. 2018 haben die beiden Gemeinden zur „Gemeng Habscht“ fusioniert.

## Weblinks

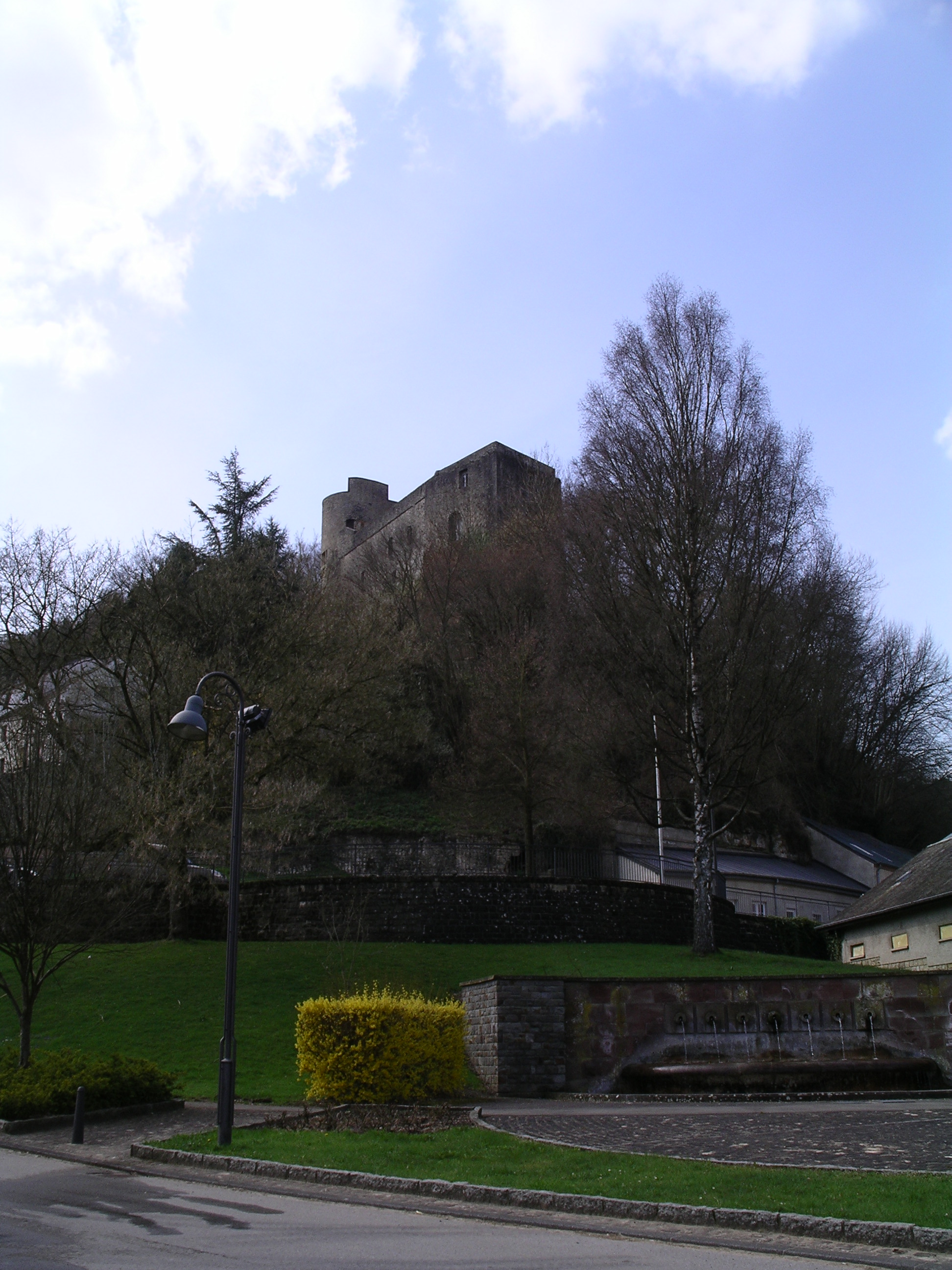
Burg Simmern
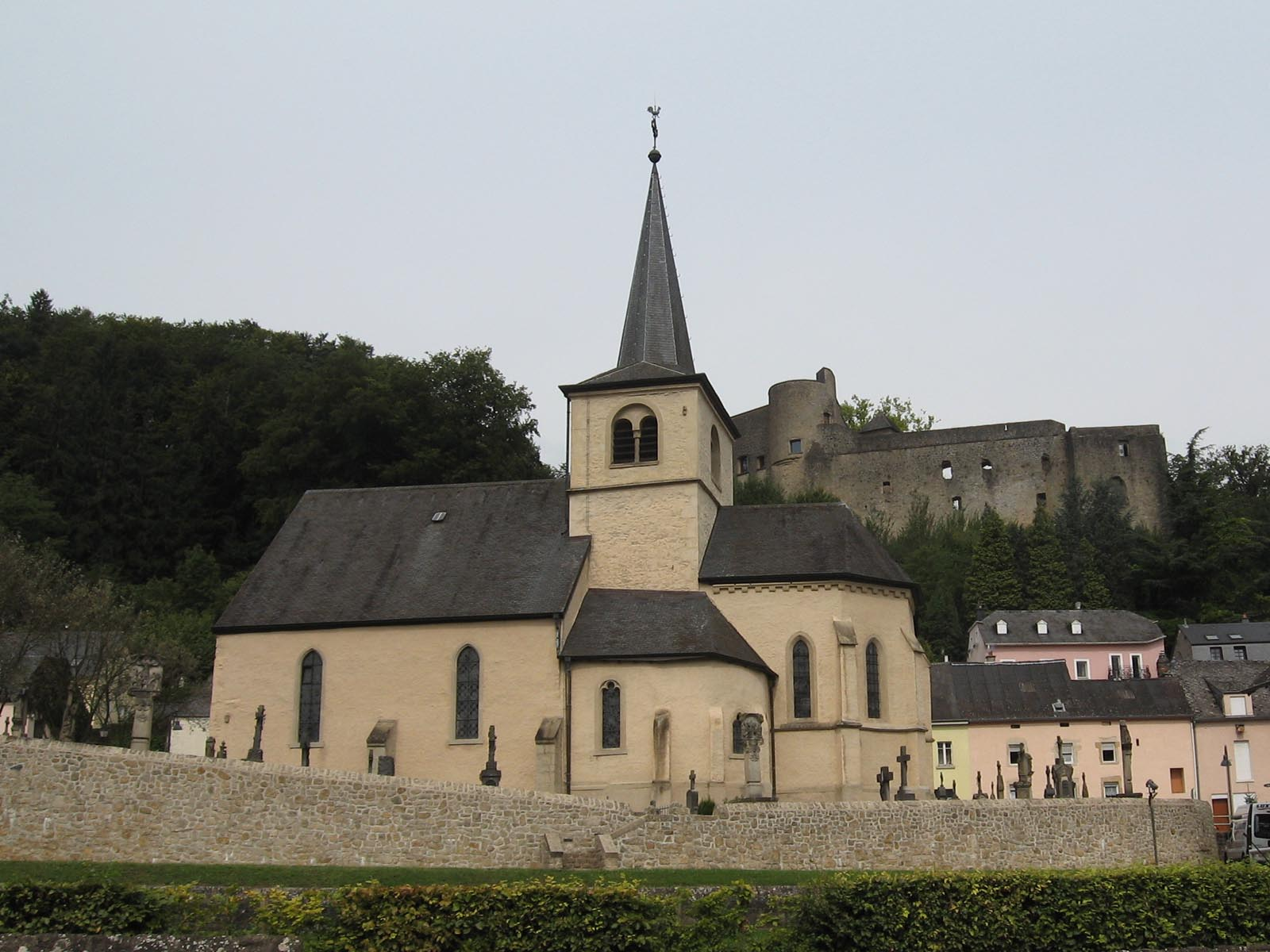
Kirche
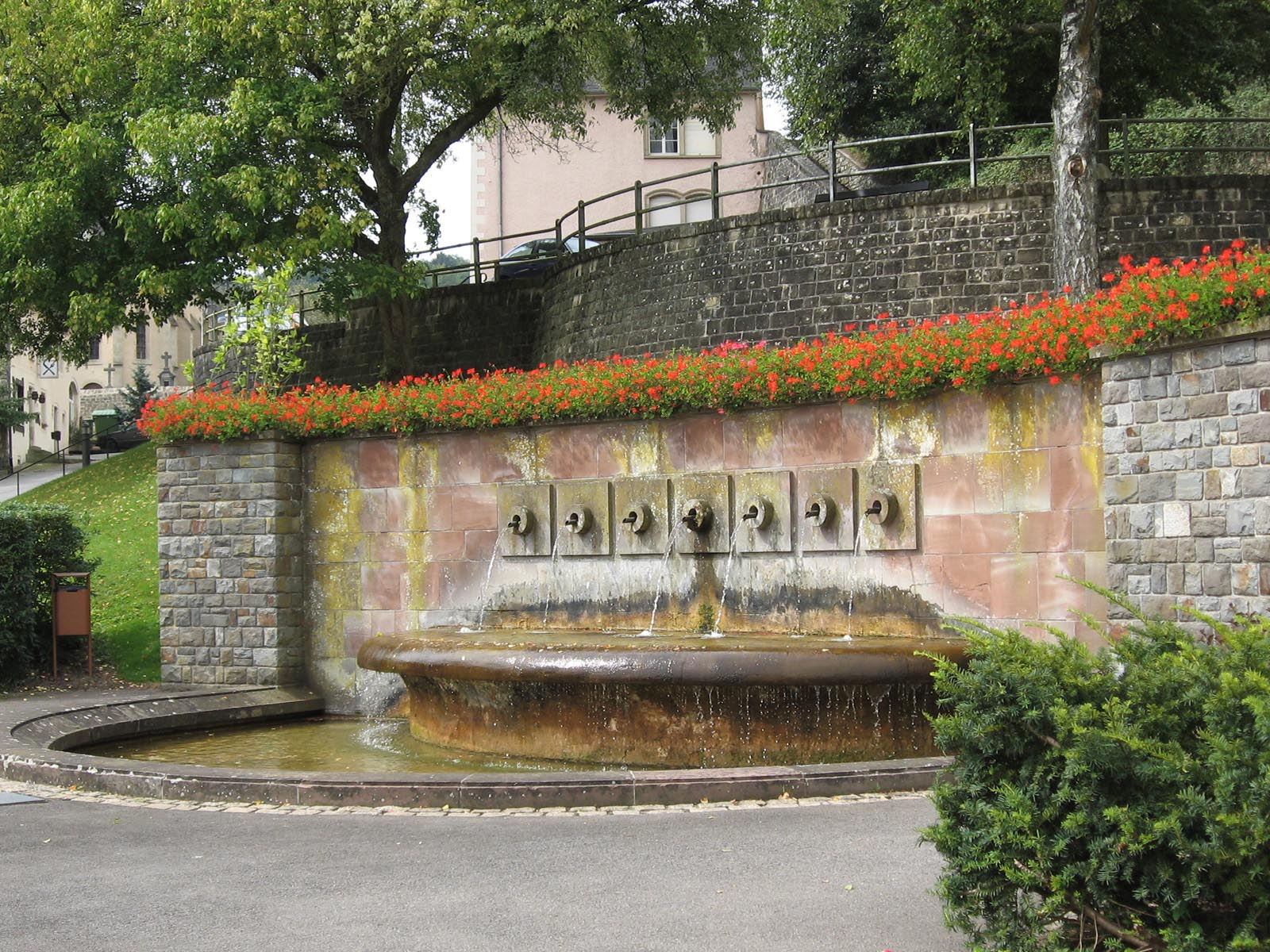
Brunnen
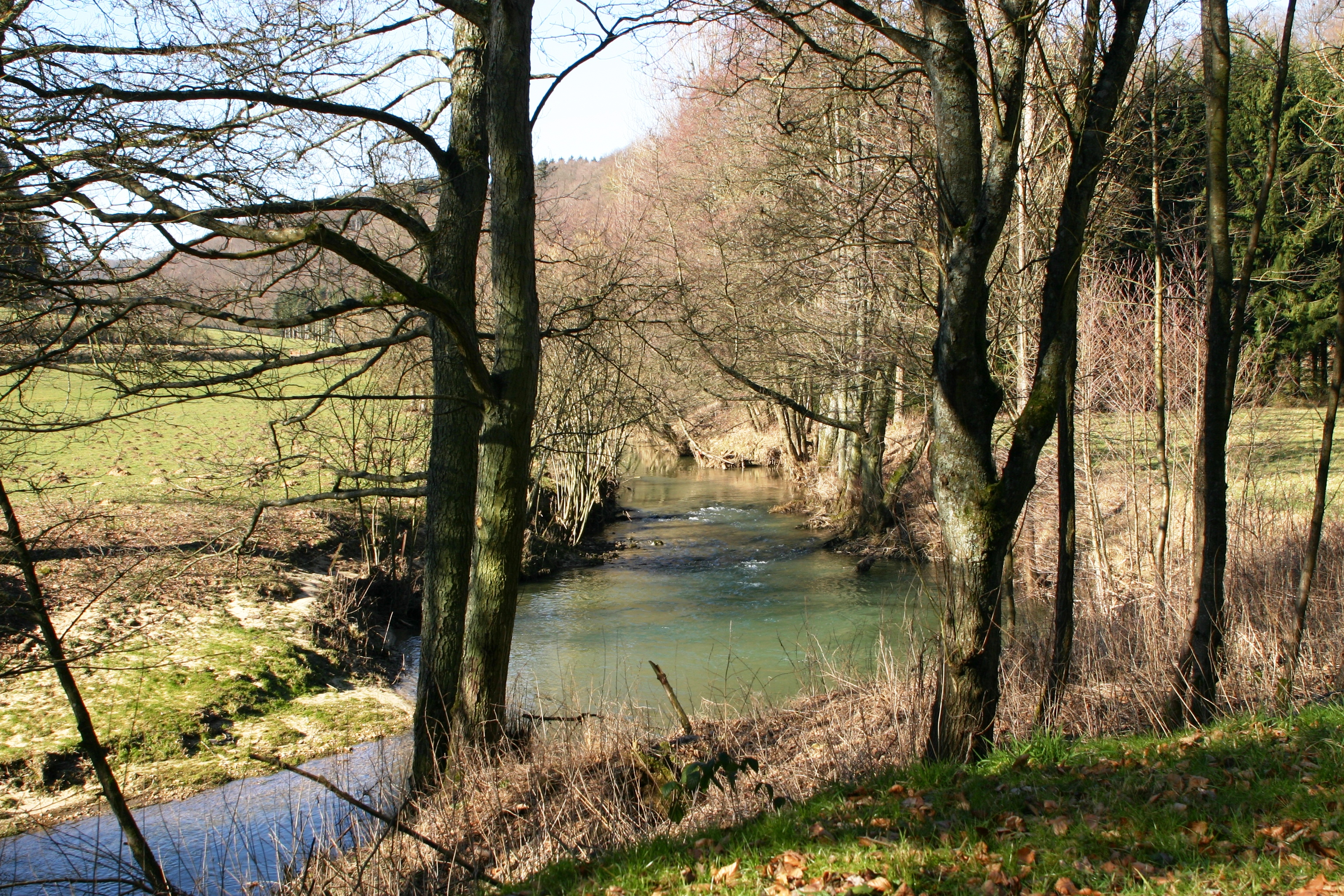
Eisch bei Simmerschmelz